# Agustín Trigo Mezquita
Agustín Trigo Mezquita (Valencia, 26 de septiembre de 1863-19 de mayo de 1952) fue un farmacéutico, industrial y político valenciano.

## Primeros años
Hijo de un comerciante de la Plaza del Mercado de Valencia , estudió farmacia en Barcelona y obtuvo su licenciatura en 1888. En 1892 alcanzó el grado de doctor en Madrid. Fue pionero de la industria farmacéutica en Valencia, donde fundó los Laboratorios Farmacéuticos del dr. Trigo, en el número 130 de la calle de Sagunto. Su producto principal era el citrato de magnesia efervescente, que se vendía etiquetado con la imagen de una labradora valenciana y al fondo la silueta del Miguelete. Posteriormente, los laboratorios se especializarían en la fabricación de esencias y jarabes de naranja y limón. Fue el creador del popular refresco Naranjina y  Trinaranjus, lanzado al mercado en 1933.

## Trayectoria política
Militante del Partido de Unión Republicana Autonomista , después de las elecciones municipales de abril de 1931 formó parte del nuevo consistorio de Valencia, y el 16 de abril de 1931 fue elegido alcalde de Valencia. Aprovechó el cargo para impulsar la constitución de una comisión regional para redactar un proyecto de Estatuto de Autonomía del País Valenciano en julio de 1931, pero tuvo que poner la ciudad dos semanas en estado de guerra debido a los asaltos a edificios religiosos en mayo de 1931. Dejó el cargo a finales de octubre de 1931. El día 27 de octubre delegó de forma definitiva las funciones en el teniente de alcalde, Vicente Alfaro Moreno, quien ya había ejercido de alcalde accidental a lo largo del verano de 1931, por motivos de salud del alcalde Agustín Trigo. El nombramiento definitivo como alcalde de Vicente Alfaro se produjo el 22 de enero de 1932.